# Артур Чарлз Гінд
Артур Чарлз Гінд (22 грудня 1904 — 20 листопада 1991) — індійський хокеїст на траві.
Олімпійський чемпіон 1932 року.